# Odpylacz
Odpylacz – zespół urządzeń i części służących do odpylania spalin, znajdujących się pomiędzy początkiem wlotowego króćca odpylacza i końcem króćca wylotowego spalin oraz króćcami wylotowymi lejów zbiorczych pyłu. Wynalazcą odpylacza był Wilhelm Beth z Lubeki.
Do urządzenia odpylającego zalicza się również:
- zespoły zasilające, urządzenia wentylacyjne pomieszczeń zespołów zasilających i ewentualnie urządzenia grzewcze (w przypadku elektrofiltrów) oraz łączniki, kable i oszynowanie przynależnych urządzeń;
- ewentualne obiegi wtórne lub inne urządzenia służące do zapewniania drożności roboczych elementów odpylaczy mechanicznych;
- przyrządy pomiarowe do określenia stopnia zapylenia spalin oczyszczonych.

Wśród odpylaczy można wyróżnić:
- osadnik (komora uspokajająca):  oddzielenie pyłu lub aerozolu następuje wskutek różnicy gęstości i działania siły grawitacji,
- odpylacz cyklonowy: separacja następuje wskutek różnicy gęstości i działania siły odśrodkowej w ruchu wirowym,
  - cyklon mokry
- elektrofiltr (odpylacz elektrostatyczny),
- odpylacz filtracyjny: cząstki pyłu są przechwytywane przez dużą powierzchnię materiału filtrującego,
- odpylacz akustyczny (gaz jest poddawany działaniu fal dźwiękowych).

W dużych elektrowniach kondensacyjnych i elektrociepłowniach polskich z reguły stosowane są elektrofiltry poziome (ponad 90% wszystkich urządzeń odpylających). W niektórych elektrowniach na świecie (np. Niemcy, USA) są stosowane odpylacze tkaninowe (workowe), przeważnie tam, gdzie istnieje w danym obiekcie instalacja do odsiarczania spalin. Poglądy na dobór odpylaczy uległy zmianie w ostatnich latach ze względu na powstałą konieczność szerszego stosowania urządzeń do odsiarczania spalin.
Problem zastosowania odpylaczy jest obecnie rozpatrywany bardziej kompleksowo, z uwzględnieniem wszystkich podstawowych elementów tj. odpylania, odsiarczania, ograniczenie ilości tlenków azotu oraz odprowadzania spalin do atmosfery (rodzaj i wysokość kominów).